# 朴容植
朴容植（1946年12月26日—2013年8月2日），韓國男演員。
1967年TBC電視台第4期公募演員出身，因為外貌神似韓國前總統全斗煥，在其執政的近10年間裡遭到封殺。直到1988年全斗煥下台後，朴容植被許多時代劇和電影爭相邀請出演全斗煥一角。
2013年，為了拍攝李長鎬導演的電影《視線》而前往柬埔寨，在當地患上敗血症，及時將他送回韓國治療，卻因年事已高最終回天乏術，8月2日逝世於首爾慶熙大學醫院。

## 演出作品

### 電視劇
- 1982年：KBS《花轎》
- 1983年：KBS《開國》飾演 慶福興
- 1989年：MBC《第2共和國》飾演 全斗煥
- 1993年：MBC《第3共和國》飾演 全斗煥
- 1993年：MBC《山風》
- 1994年：KBS《韓明澮》飾演 信眉大師
- 1995年：MBC《第4共和國》飾演 全斗煥
- 2001年：KBS《明成皇后》飾演 馬建忠
- 2001年：KBS《雷聲》
- 2003年：KBS《武人時代》飾演 奇卓誠
- 2005年：SBS《可愛或者瘋了》
- 2006年：KBS《首爾1945》飾演 申性模
- 2009年：MBC《善德女王》飾演 僧侶
- 2013年：MBC《醜聞：極具衝擊性與不道德的事件》

### 電影
- 1994年：《Coffee Copy》
- 1996年：《Karuna》
- 1997年：《認真生活》
- 1998年：《青春無悔》
- 2002年：《性愛魔法》
- 2002年：《夢精記》
- 2005年：《偷情高手》
- 2006年：《頭師父一體2》
- 2006年：《多細胞少女》
- 2008年：《我的特工男友》
- 2010年：《生命之詩》
- 2012年：《永無結局的故事》
- 2012年：《18,19》
- 2013年：《No Breathing》
- 2014年：《視線》

## 獲獎
- 1995年：MBC演技大賞－人氣獎
- 1996年：第32屆百想藝術大賞－電視部門 人氣獎
- 2003年：第40屆儲蓄日總統表彰

## 家庭
- 女兒：朴智玧（朝鲜语：박지윤 (성우)）（KBS公開招募聲優第31期）